# Створ (филм из 1982)
Створ (енгл. The Thing) је амерички научнофантастични хорор филм из 1982. који је режирао Џон Карпентер по сценарију Била Ланкастера, са Куртом Раселом у главној улози. Филм је на први поглед римејк филма Створ са другог света Кристијана Најбија из 1951, али је Карпентеров филм вернија адаптација романа Ко иде тамо? Џона В. Кембела млађег. 
Радња филма се врти око ванземаљца који може да мења изглед, који се након пада на Антарктик убацује у истраживачку станицу.
Филм је у биоскопима лоше прошао, али је славу стекао након издавања на видео-касетама. По филму је направљена истоимена видео-игра из 2002, која се наставља на радњу филма. Године 2011. снимљен је преднаставак Створ.

## Радња
Антарктик, зима 1982. Норвешки хеликоптер прогони пса из базе покушавајући да га елиминише пре него што дотрчи до чланова америчке научне експедиције. Том приликом један Норвежанин погине, а другог убија Американац Гари након што избезумљени човек почне да пуца снајпером по америчкој бази. Након тога пилот Р. Џ. Макреди и лекар др Купер одлете на место догађаја и откривају да је тим доживио прави покољ оставивши иза себе необичну громаду леда. Истовремено, пас којег су Американци прихватили након трагичне потере, претвара се у стравично створење чије је порекло све само не земаљско.

## Улоге
| Глумац         | Улога                              |
| -------------- | ---------------------------------- |
| Курт Расел     | Р. Џ. Макреди, пилот хеликоптера   |
| Вилфорд Бримли | доктор Блер, биолог                |
| Кит Дејвид     | Чајлдс, механичар                  |
| Т. К. Картер   | Ноулс, кувар                       |
| Дејвид Кленон  | Палмер, резервни пилот и механичар |
| Ричард Дисарт  | доктор Купер, лекар                |
| Чарлс Халахан  | Венс Норис, геофизичар             |
| Питер Малони   | Џорџ Бенингс                       |
| Ричард Мазур   | Кларк, ветеринар                   |
| Доналд Мофат   | Гари, заповедник станице           |
| Џоел Полис     | Фјукс, биолог                      |
| Томас Г. Вејтс | Виндоуз                            |
| Адријен Барбо  | компјутер                          |